# Teplitzer Punktation
Die Teplitzer Punktation war eine am 1. August 1819 in der nordböhmischen Stadt Teplitz vereinbarte Punktation zwischen dem Kaisertum Österreich und dem Königreich Preußen über Vorkehrungen gegen „staatsgefährdende Bestrebungen“, die Einführung von Zensur und Überwachungsmaßnahmen und die Bekämpfung des Liberalismus und Nationalismus im Deutschen Bund. Österreich wurde dabei durch Außenminister Metternich vertreten, Preußen durch König Friedrich Wilhelm III. und dessen Staatskanzler Hardenberg.

## Vorgeschichte und Zweck der Punktation
Metternich hatte darauf gedrängt, im Deutschen Bund bei ständischen Vertretungen über die Ebene von Landständen, also Vertretungen in den einzelnen Staaten des Bundes, nicht hinauszugehen. Dem preußischen Polizeiminister Wittgenstein hatte er zudem empfohlen, keinen gesamtstaatlichen Landtag einzurichten, sondern es bei Provinzialständen zu belassen. Denn je kleiner eine Volksvertretung sei und je kleiner der Kreis derer, die sie vertrete, so Metternich, desto leichter würde sie sich kontrollieren lassen.

## Bestimmungen der Punktation
Preußen erklärte sich in der Punktation bereit, auf die zuvor vom preußischen König versprochene Schaffung von Reichsständen – als eine in Stände gegliederte Gesamtvertretung des Bundes – zu verzichten, mithin „zur Repräsentation der Nation keine allgemeine, mit der geographischen und inneren Gestaltung seines Reiches unverträgliche Volksvertretung einzuführen“. Im 7. Artikel der Punktation wurde demgemäß die Absicht festgehalten, Landtage bzw. Provinziallandtage einzuführen und diese zu einem Zentralausschuss von Landesrepräsentanten zusammenzufassen. Doch das Vorhaben, ein solches Gremium einzuberufen, wurde letztendlich nicht umgesetzt.

## Bedeutung
Über die Teplitzer Punktation schreibt Theodor Schieder, dass sie „das Restaurationssystem in Deutschland erst eigentlich begründet hat“. Die bilateralen Abmachungen zwischen den beiden Führungsmächten des Deutschen Bundes waren die Grundlage für die in den folgenden Wochen gefassten Karlsbader Beschlüsse, die dann im gesamten Deutschen Bund umgesetzt wurden.